# Estádio Municipal Lúcio Pepino
Estádio Municipal Lúcio Pepino – stadion piłkarski, w Umuarama, Parana, Brazylia, na którym swoje mecze rozgrywa klub Associação de Futebol da Amerios e Clube Esportivo Umuarama.